# Volvopluteus
Volvopluteus là một chi nấm hoại sinh thuộc họ Pluteaceae. Chi này từng được gộp vào chi Volvariella vì cả hai có một số đặc điểm hình thái học chung. Nghiên cứu phát sinh loài dựa trên dữ liệu DNA đã cho thấy Volvopluteus có họ hàng gần với Pluteus và đều được xếp vào họ Pluteaceae, còn Volvariella không liên quan chặt chẽ đến chi nào và vị trí của nó trong Agaricales vẫn chưa chắc chắn.

## Loài

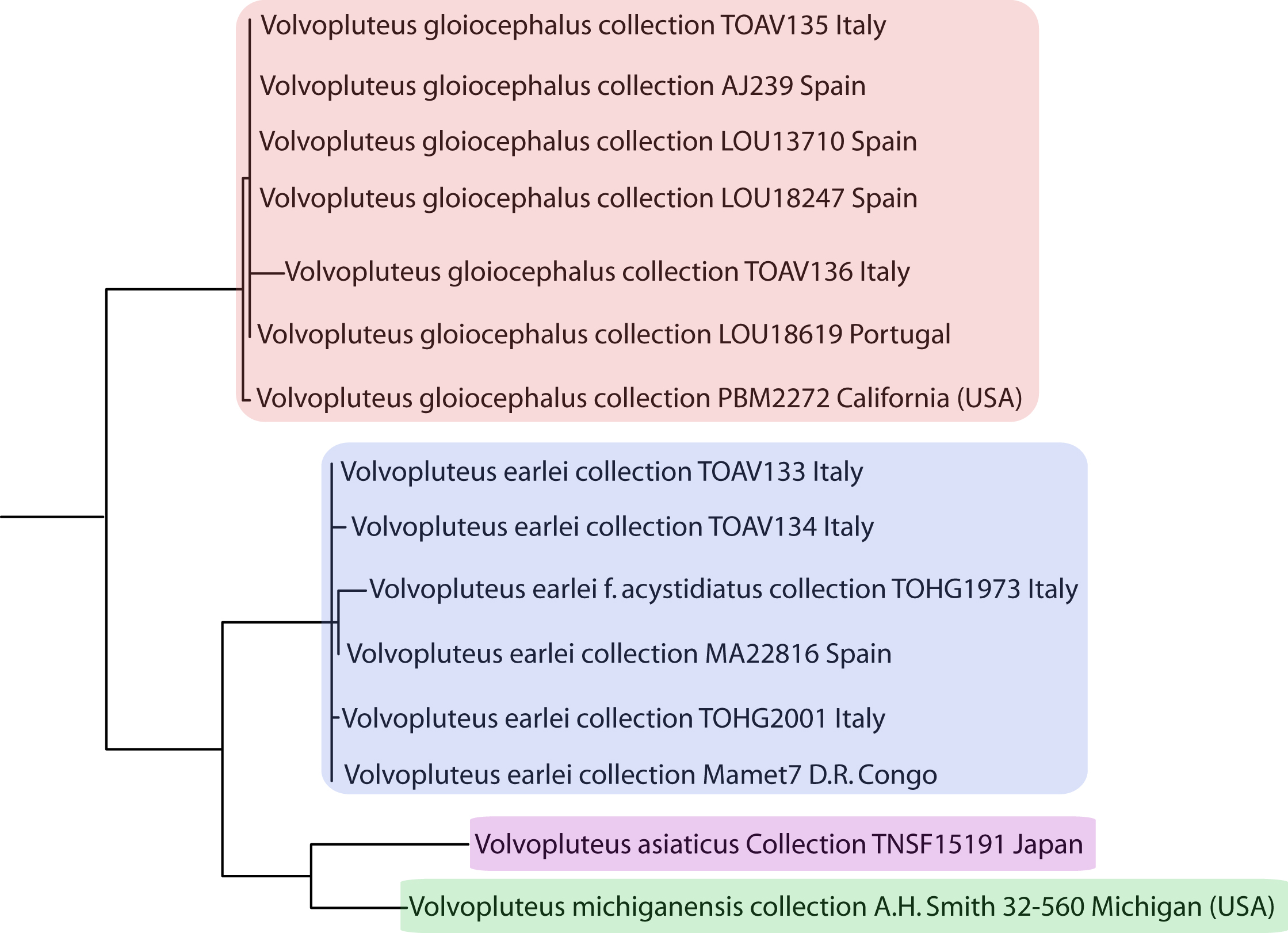
Mối quan hệ phát sinh loài giữa các loài Volvopluteus theo dữ liệu ITS. Dựa trên kết quả của Justo et al.

Bốn loài hiện được công nhận thuộc về chi Volvopluteus:
- Volvopluteus asiaticus Justo & Minnis
- Volvopluteus earlei (Murrill) Vizzini, Contu & Justo
- Volvopluteus gloiocephalus (DC) Vizzini, Contu & Justo
- Volvopluteus michiganensis (A.H. Sm.) Justo & Minnis

Những loài khác có thể thuộc về Volvopluteus (dựa trên đặc điểm hình thái học):
- Volvaria microchlamida (Speg.) Sacc
- Volvariella alabamensis (Murrill) Shaffer
- Volvariella arenaria (Pat.) Singer
- Volvariella californica (Earle) Singer
- Volvariella canalipes (Murrill) Shaffer
- Volvariella cnemidophora (Mont.) Singer
- Volvariella insignis Heinem
- Volvariella macrospora Singer
- Volvariella stercoraria (Peck) Singer